# Office du Niger

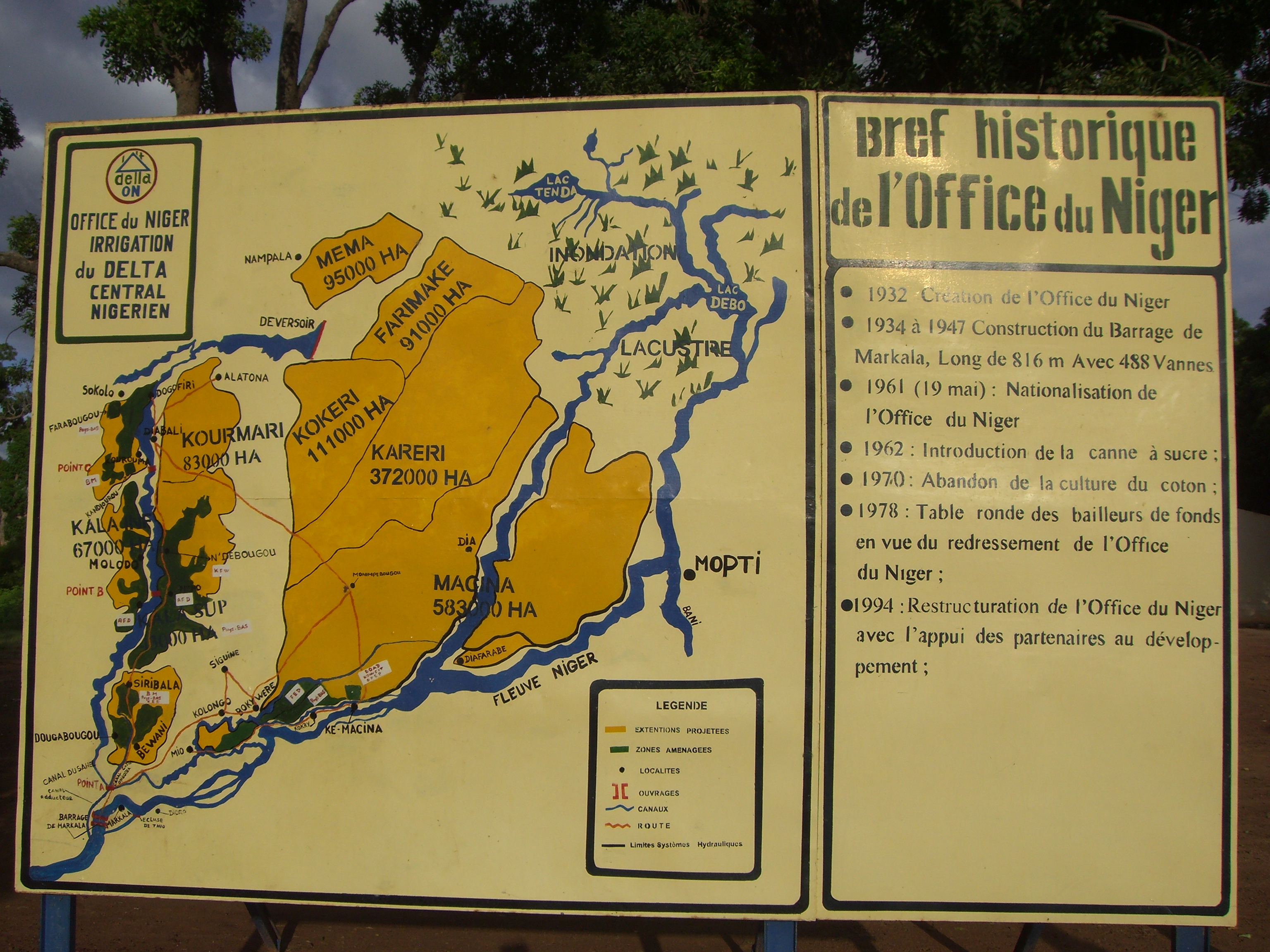
Informationstafel zum Bewässerungsprojekt Office du Niger

Eintragung der geographischen Lage des Niger-Binnendeltas

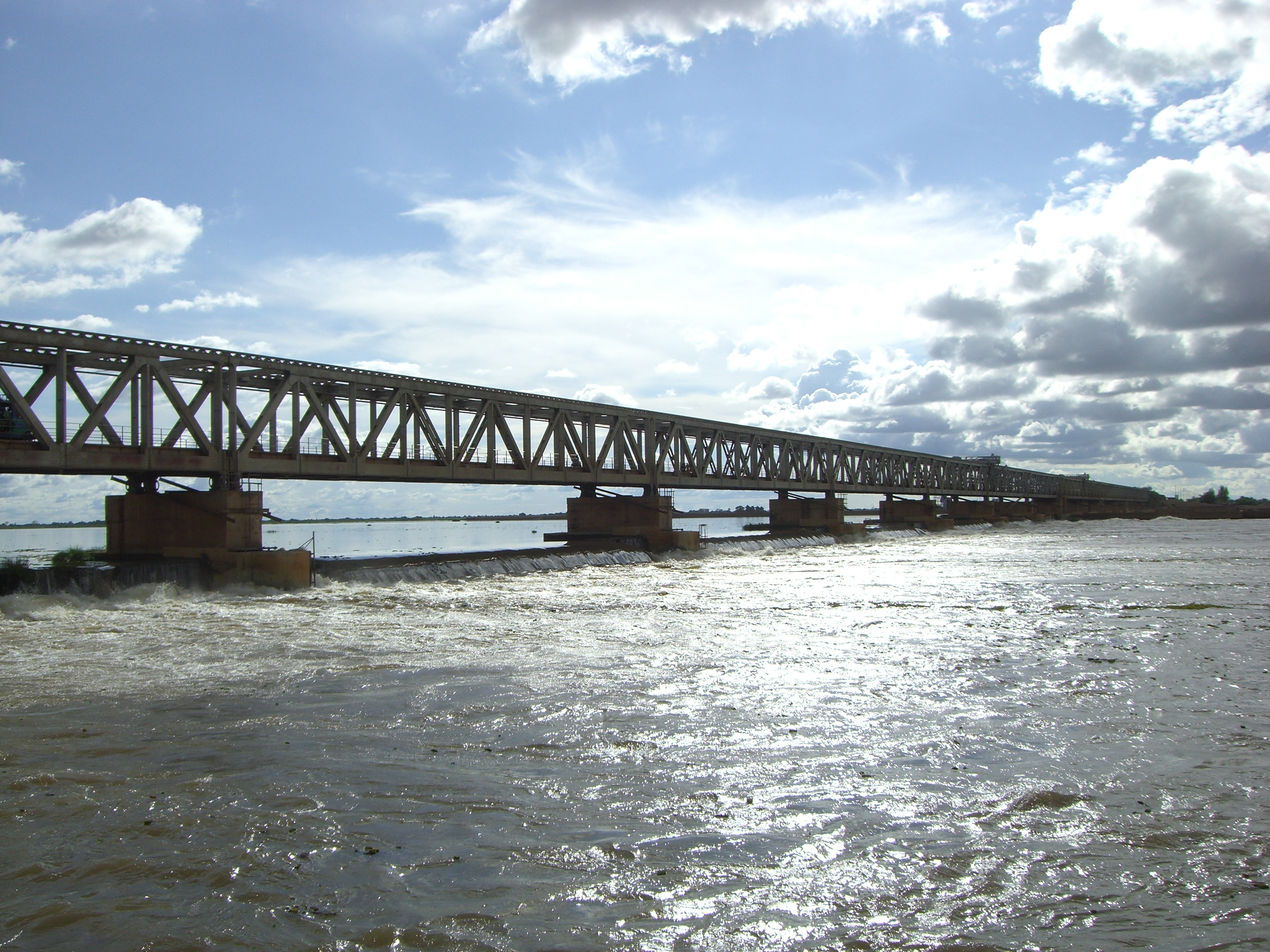
Das Stauwehr von Markala

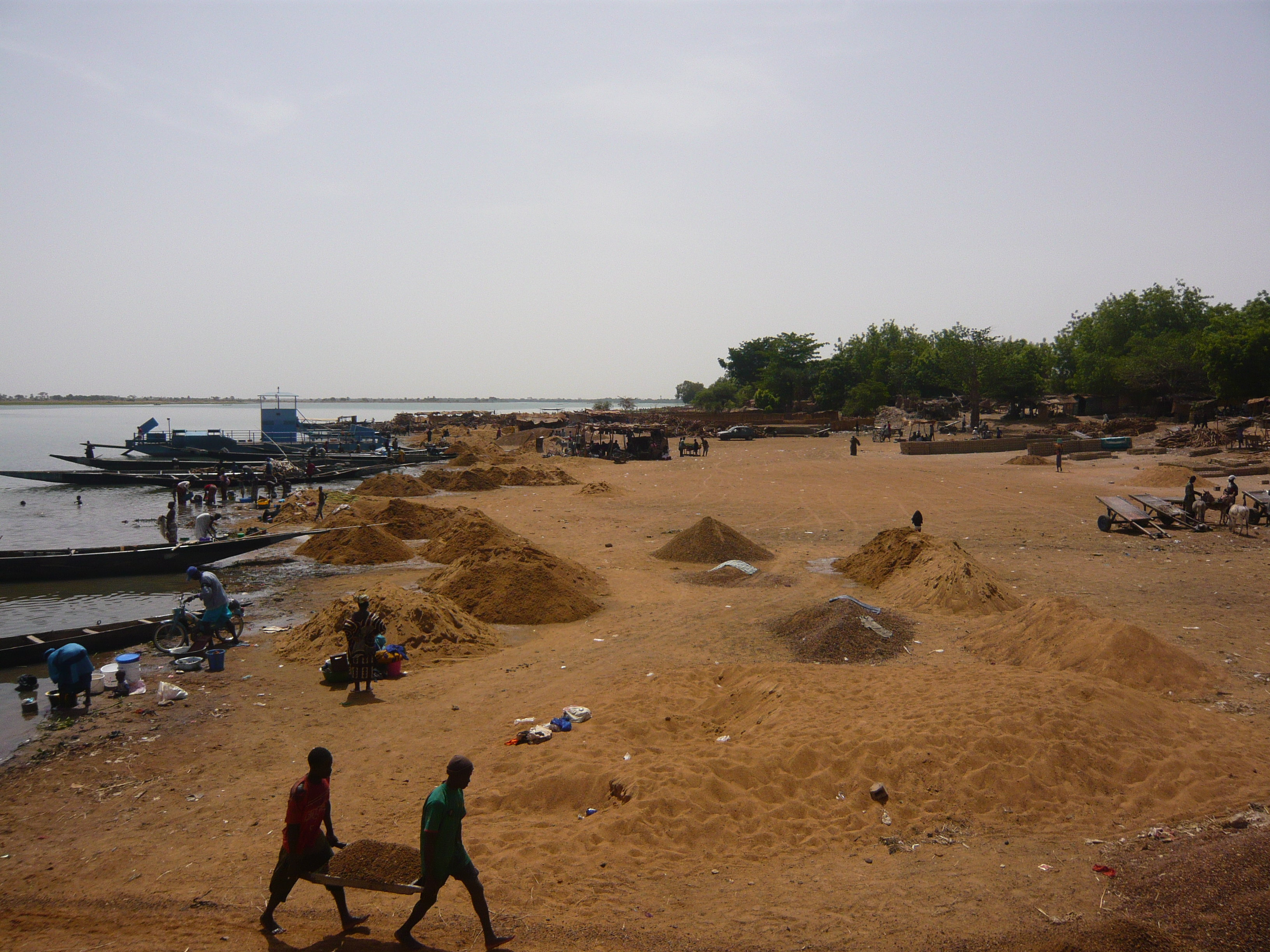
Arbeiter am Nigerufer in Ségou

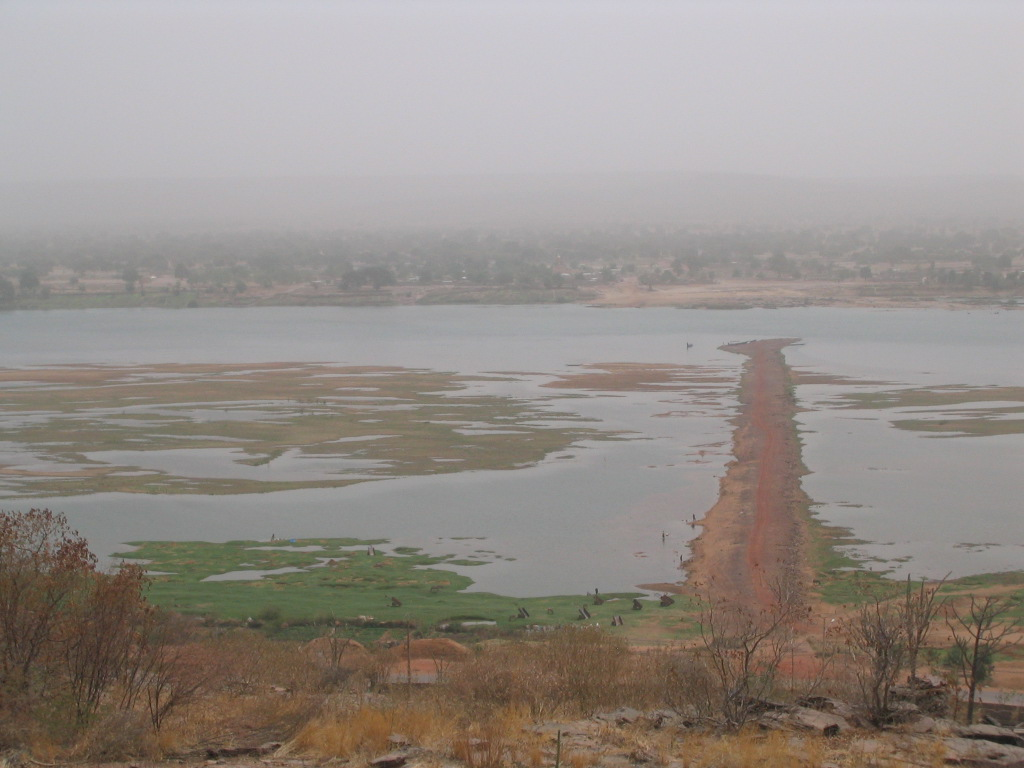
Der Niger

Das Office du Niger (O.N.) ist das größte Bewässerungsprojekt im westlichen Sahel in Mali. Das Projekt wurde 1932 mit der Zielvorgabe begonnen, im südwestlichen Niger-Binnendelta (auch totes Delta (delta mort) genannt), zwischen Ségou und mauretanischer Grenze weitflächigen Baumwollanbau für die französische Textilindustrie zu betreiben. Das Projekt stand unter der Leitung des französischen Ingenieurs Émile Bélime in Französisch-Sudan (später nach der Kolonialzeit: Mali). 

## Projektidee
Mittels Gravitationsbewässerung (druckfreie Bewässerung über freies Gefälle) sollten die Totarme des Fala de Boky Wéré-Distrikts nordwärts kanalisiert werden. Die Planungen gingen von einer Bewässerungsfläche von annähernd 1 Million Hektar aus, die für Baumwoll- und Reisanbauzwecke reserviert sein sollten. Hierzu war zur Erhöhung des Nigerwasserstandes die Errichtung eines Wehres notwendig. Dieser wurde südlich von Markala ab 1934 gebaut, kriegsbedingt allerdings 1947 erst fertiggestellt. Der Arbeitskräftemangel wurde durch Zwangsrekrutierung von Mossi aus Burkina Faso und einheimischen Minianka-Bauern und Bambara gelöst. 

## Misserfolge
Das Projekt stagnierte immer wieder, da erhebliche Entwicklungshemmnisse entgegenstanden. So war die Entfernung des Seehafens im senegalesischen Dakar mit 1500 Kilometern zu groß, als dass Ausrüstungsgüter, wie Maschinen und Ersatzteile, zügig beigebracht hätten werden können. Die Zugverbindung über die Bahnstrecke Dakar–Niger war ineffizient, bisweilen kaum funktionstüchtig. In den 1960er Jahren mussten Produktionseinbussen hingenommen werden, weil das geoökologische Potenzial der Region schlicht ignoriert wurde. Die Reisanbauflächen verunkrauteten, die Böden verarmten, das Wassermanagement war unzureichend und die Motivation der bewirtschaftenden Bauern gering, da viele von ihnen verschuldet waren und deshalb zu niedrigen Erzeugerpreisen an den Staat verkaufen mussten. Das politische System vermochte keine Anreize zu setzen. Modibo Keïta, der erste Präsident Malis nach der Unabhängigkeit 1960, verstaatlichte das Projekt. Unter Moussa Traoré wurde der Führungsstil ausbeuterisch und kommandowirtschaftlich. Die tatsächlich bewässerten Gebiete hatten 1969 eine Größe von etwa 34.000 Hektar, nachdem die Größe der Anbauflächen in den Vorjahren um die 50.000 Hektar schwankten. Weitere (kolonialzeitliche) Bewässerungsflächen verfielen, weil die Bauern sich in Subsistenzwirtschaft zurückzogen oder eigene Marktnischen auftaten, wie zum Beispiel den trockenzeitlich bewässerten Zwiebelanbau. Ab 1970 wurde der Baumwoll- zugunsten des Reisanbaus aufgegeben.

## Das Projekt heute
Nachdem der Franc CFA 1994 abgewertet und der Reis auf dem Binnenmarkt wettbewerbsfähig wurde, verbesserten sich die Bedingungen für das Office du Niger-Projekt. Innerhalb von 14 Jahren konnte die Produktionsmenge an Reis seit 1989 auf 500.000 Tonnen verfünffacht werden. Die Produktionssteigerung war vornehmlich niederländischen Entwicklungshilfeprogrammen zu verdanken, daneben aber auch deutschen. Gegenwärtig werden dabei etwa 60.000 Hektar Anbaufläche bewässert. Unter chinesischer Beteiligung wurden Teile der Projektfläche abgezweigt, um Zuckerrohr anzubauen. Ein Viertel des Zuckerbedarfs Malis kann damit gedeckt werden. Die Flächen sind heute kleiner parzelliert und sind auf Familienversorgung zugeschnitten. Das Auskommen der Bauern führt zu einem höheren Lebensstandard, als in anderen ländlichen Gegenden. Die Infrastruktur für Wartungsmaßnahmen und Beratung ist vorhanden. Ebenso besteht eine Trinkwasserversorgung und es gibt Elektrizität. Die Nutzungsrechte für die Parzellen werden gegen Auflagen mit dem Staat vertraglich vereinbart und sind sogar vererbbar. 